# Euselasia thucydides
Euselasia thucydides är en fjärilsart som beskrevs av Fabricius 1793. Euselasia thucydides ingår i släktet Euselasia och familjen Riodinidae. Inga underarter finns listade i Catalogue of Life.

## Bildgalleri

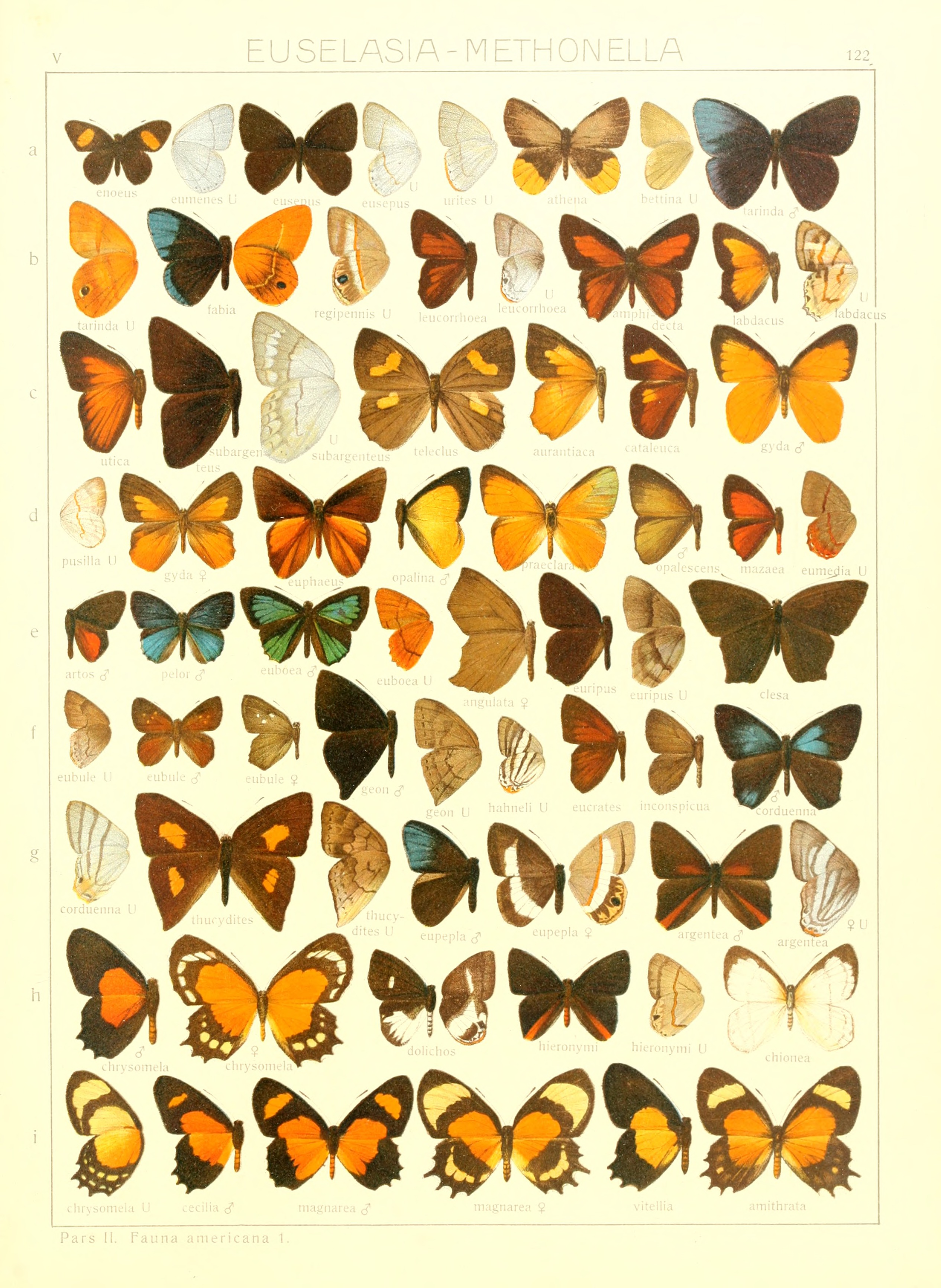
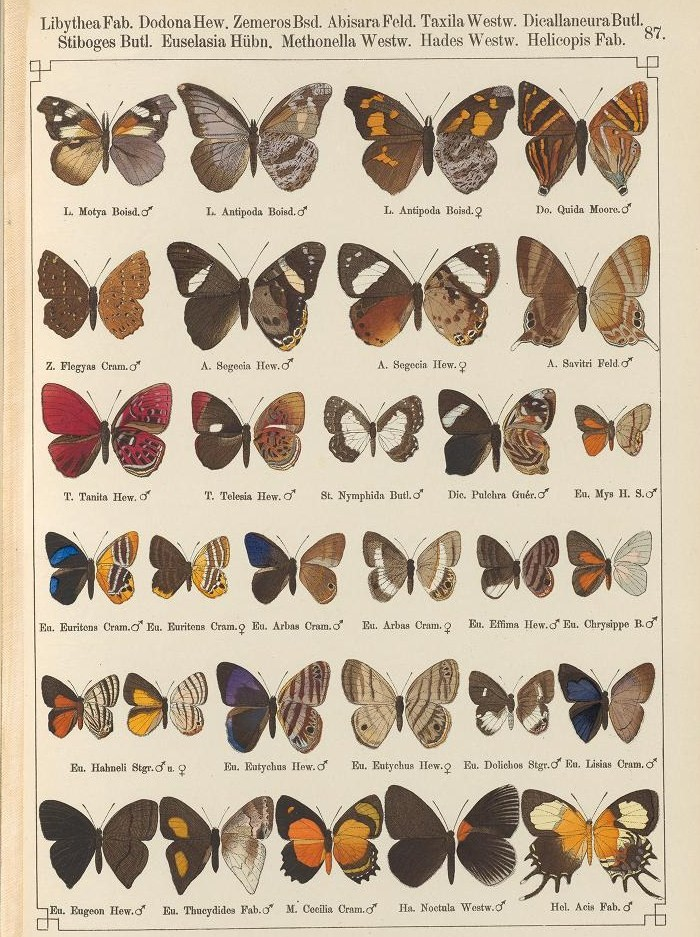